# Доброслав Смиљанић
Доброслав Смиљанић (рођен 1933) је српски песник, есејиста и критичар. Живи у Београду.

## Биографија
Дипломирао је филозофске науке на Универзитету у Београду, где је наставио и двогодишње студије естетике. Током студија водио је Књижевни клуб филозофске групе. Био је активан члан управе и секретар Филозофског друштва Србије, уредник филозофског часописа Теорија и саоснивач Естетичког друштва Србије.
Као уредник за теоријски есеј у Књижевним новинама, иницирао је критичку и полемичку расправу о природи постојећег реда ствари, чиме је лист учествовао у стварању идејне климе за антитоталитарну студентску побуну 1968.
Био је главни уредник програма Коларчеве задужбине.
Пише ликовну и књижевну есејистику. Добитник је неколико књижевних награда, између којих се издваја награда Бранко Миљковић за књигу Архив белине. Дела су му превођена на енглески, француски, руски, кинески и мађарски језик.

## Објављене књиге
Књиге песама
- Грана неданог (Матица српска, 1970)
- Самотни глас у заједничкој успомени (Рад, 1979)
- Вишак вида (Српска књижевна задруга, 1984)
- Рајеви у сочиву (Партизанска књига, 1985)
- Вечера са смрћу (Нолит, 1989)
- Сова возовођа (Књижевне новине, 1990)
- Вилин камен (Српска књижевна задруга, 1993)
- избор Уроњена лампа (Просвета, 1998)
- Где светлост мисли (Народна књига, 1998)
- Руине и привиђења (Филип Вишњић, 2001)
- Архив белине (Филип Вишњић, 2006)

Написао је и поетску драму Хамлет у блу-џинсу (Знамен, 2002) у сарадњи са Ђорђем Оцићем.